# Đường tỉnh 132
Đường tỉnh 132 hay tỉnh lộ 132, viết tắt ĐT132 hay TL132, là đường tỉnh ở huyện Phong Thổ, tỉnh Lai Châu.

## Tuyến đường
Đường tỉnh 132 xuất phát từ bản Chi Bú xã Khổng Lào huyện Phong Thổ 22°32′19″B 103°21′10″Đ / 22,538678°B 103,352837°Đ, nối vào đường tỉnh 100, hiện được gọi là quốc lộ 100. Quốc lộ này nối với quốc lộ 4D ở ngã ba Phiêng Đanh xã Mường So.
Đường tỉnh 132 đi hướng bắc chếch đông, theo thung lũng nậm Lùm  qua xã Bản Lang. Từ đó theo hướng gần bắc đến xã Pa Vây Sử thì đổi về hướng tây nam.
Đường qua xã Mồ Sì San tới biên giới Việt Trung ở vùng bản Tả Páo Hồ xã Vàng Ma Chải 22°42′45″B 103°17′14″Đ / 22,712411°B 103,287304°Đ.